# Великорублевский сельский совет
Великорублевский сельский совет (укр. Великорублівська сільська рада) — входит в состав
Котелевского района
Полтавской области
Украины.
Административный центр сельского совета находится в 
с. Великая Рублёвка.

## Населённые пункты совета
- с. Великая Рублёвка